# Fischschwanzdolch
Der Fischschwanzdolch (dän. fiskehaledolk) ist ein neolithisches Steingerät Dänemarks und Skandinaviens, das der Funktionsgruppe der Dolche zugeordnet wird. Der Name geht auf die Form des Griffstücks zurück, die an einen Fischschwanz erinnert.

## Kontext

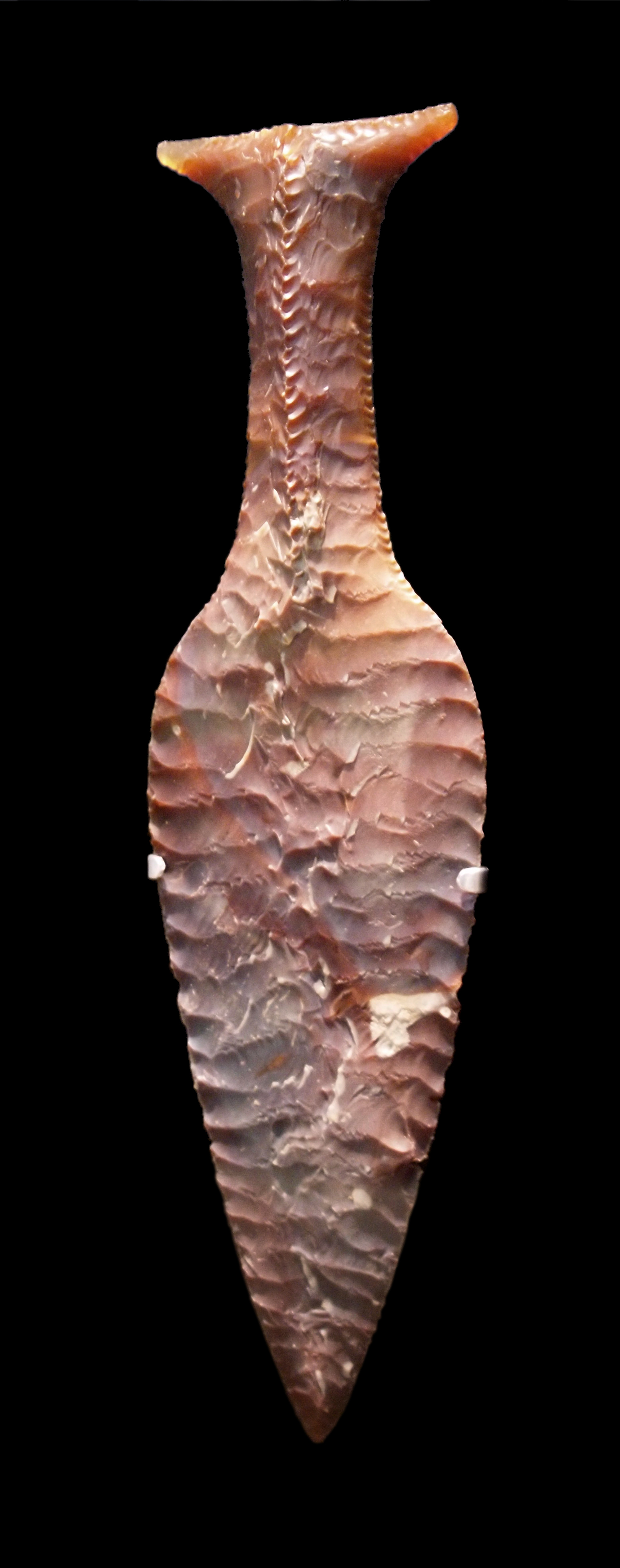
Dolch von Hindsgavl

Feuersteindolche (dän. Flintdolkene) sind Erscheinungen des Spätneolithikums, das in Dänemark Dolktid genannt wurde. Es gibt eine typologische Abfolge der Dolche in sechs Haupttypen (I–VI), die sich bis in die frühe Bronzezeit erstreckt. Die älteste Form ist lanzettlich, die weiteren Entwicklungen betreffen vor allem die Dolchgriffe. Fischschwanzdolche gehören in die Phasen IV bis VI. Das Rohmaterial für die Fischschwanzdolche ist baltischer Feuerstein, wobei vorzugsweise feinkörniger Senon-Flint verwendet wurde. 
- Der Dolch aus dem Ganggrab von Giver ist vom Typ IIIA, mit vierseitigen Griff. Er gehört in die letzte Phase der Jungsteinzeit am Übergang zur Bronzezeit.
- Der Dolch von Hindsgavl (Typ IV) schmückt den dänischen Hundertkronenschein. Er hat eine weniger als einen Zentimeter dicke Klinge. Er wurde 1867 auf der Insel Fænø im Kleinen Belt gefunden.

## Beschreibung
Fischschwanzdolche kommen im End-Neolithikum vor. Dieser Abschnitt wird wegen des bereits fallweise auftretenden Kupfers und der beginnenden Metallurgie auch als Kupfersteinzeit bezeichnet. Fischschwanzdolche entstanden gegen 1600 v. Chr. am Ende und als kultureller Höhepunkt der unter anderem nach ihnen benannten Dolchzeit, die von 2300 bis 1600 v. Chr. zwischen dem heutigen Hamburg, in Schleswig-Holstein und dem Norden Jütlands verbreitet war.
Die Feuersteindolche werden in die Typen I bis VI unterteilt, dabei sind nur die Typen IV und V Fischschwanzdolche mit ausschwingendem Griffende. Die qualitativ und herstellungstechnisch anspruchsvollsten Fischschwanzdolche sind auf den Typ IV beschränkt, für den zickzackförmige Grate auf den Breitseiten der Griffe typisch sind. Inwieweit für die feinen Retuschen Kupferdruckstäbe erforderlich waren, ist umstritten.
Fischschwanzdolche sind gewöhnlich zwischen 10 und 30 cm lang. Sie zeigen in der Regel fein und sorgfältig retuschierte Schneiden, die Oberfläche weist gleichmäßige, parallel geführte Flächenretusche ein regelmäßiges Muster auf. Die Form hat sich aus einfacheren Vorformen entwickelt. Schon Menghin hielt sie für Nachahmungen von Kupferdolchen. Solche waren etwa in der Aunjetitzer Kultur bereits bis ins heutige Niedersachsen verbreitet.
Ein Fund in Wiepenkathen (Ortsteil von Stade) enthielt auch Reste organischen Materials, das als mit einem Wollstoff gefütterter Holzgriff und eine Lederscheide aus Schafleder identifiziert wurde. Die Scheide war an besonders belasteten Stellen verstärkt und wurde mit Lederriemen am Gürtel befestigt.